# Govert Camphuysen
Govert Dirckszoon Camphuysen (* um 1624 in Gorinchem; † um 1672 in Amsterdam) war ein niederländischer Maler.

## Biographie
Govert Camphuysen wurde um 1624 als Sohn des niederländischen Dichters Dirk Raphaelszoon Camphuysen in Gorinchem geboren.
Er begann seine Künstlerkarriere 1643 in Amsterdam, wo er neben Bildnissen auch Bilder der Landschafts- und Genremalerei schuf. Ab 1655 war er in Schweden tätig und widmete sich überwiegend der Porträtmalerei, bevor er 1665 nach Amsterdam zurückkehrte.
Camphuysen wurde am 4. Juli 1672 in Amsterdam beerdigt. 

## Werke (Auswahl)

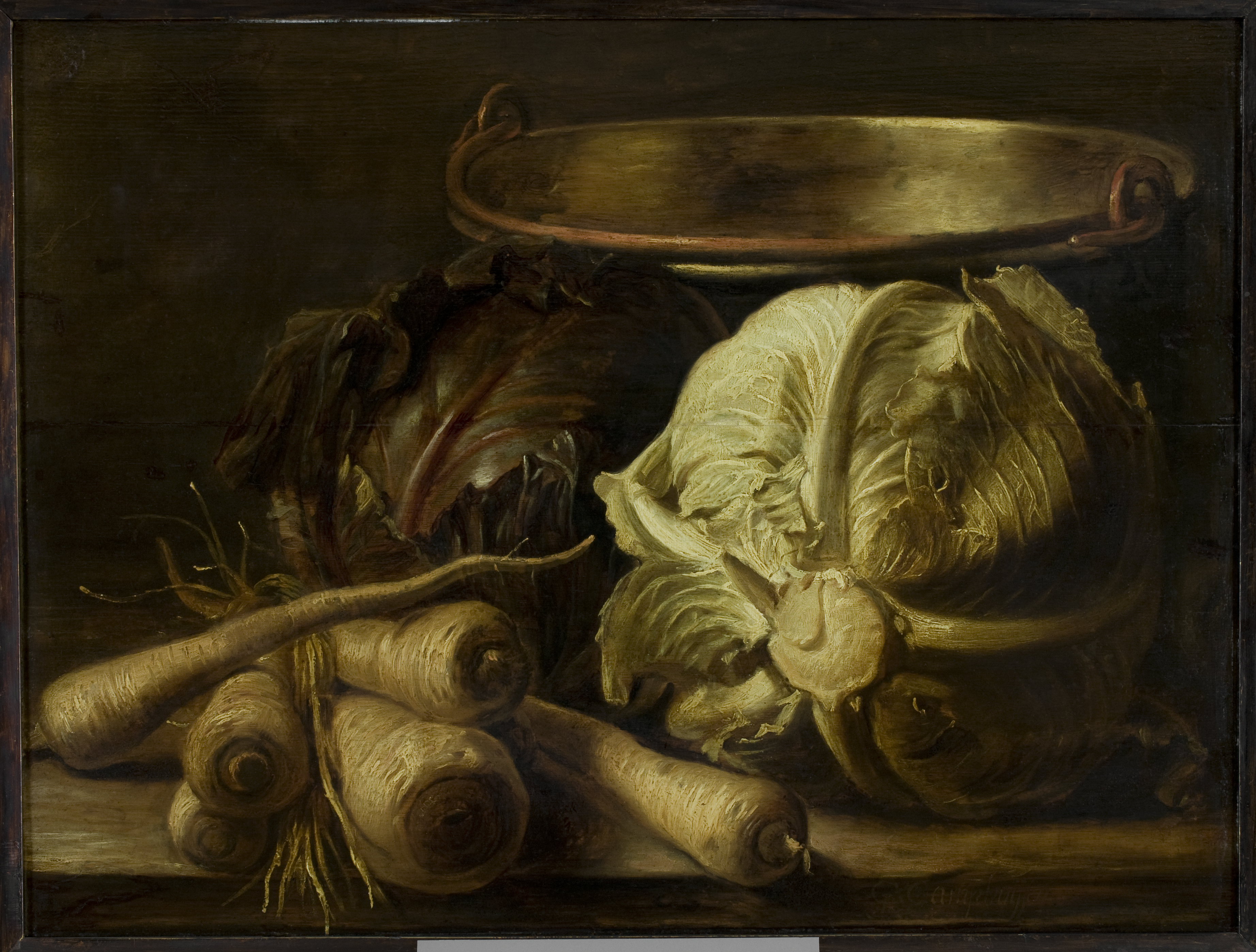
Stillleben
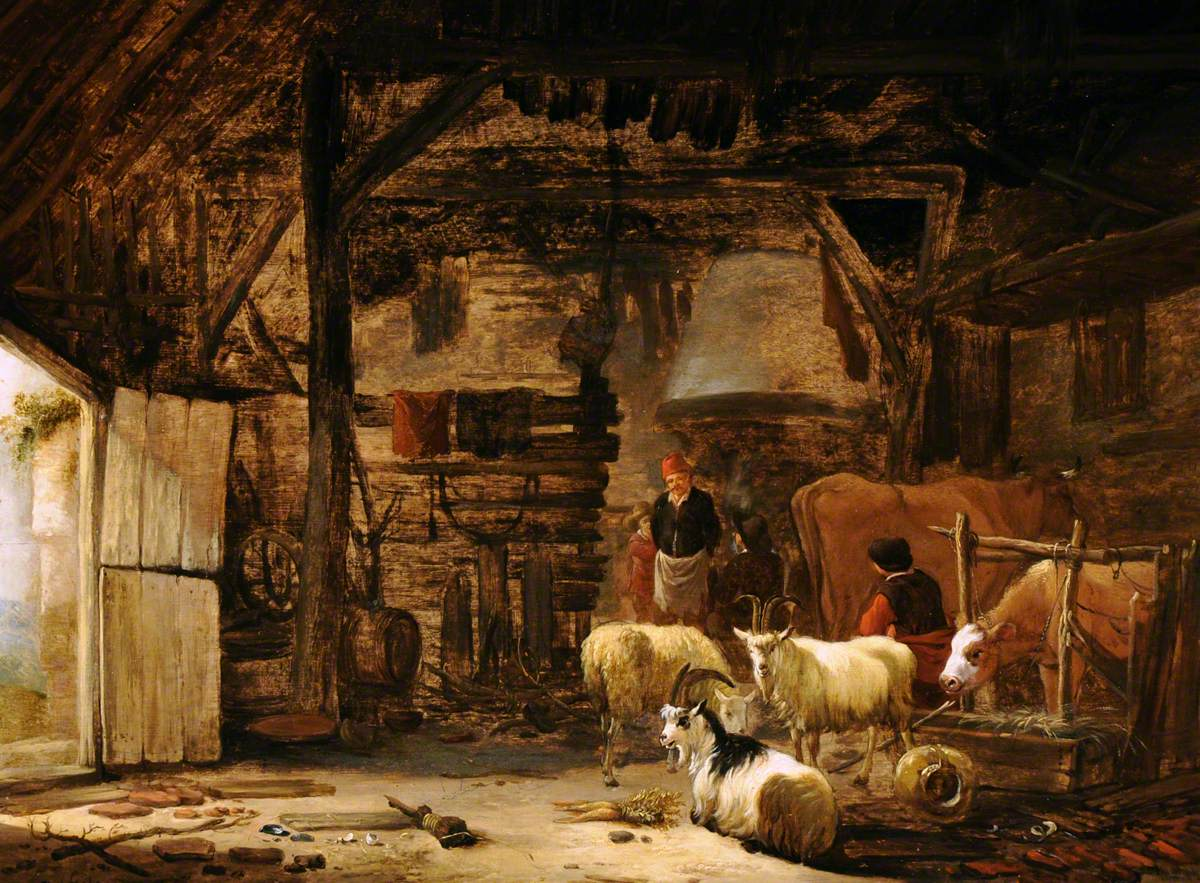
Innenansicht eines Stalls
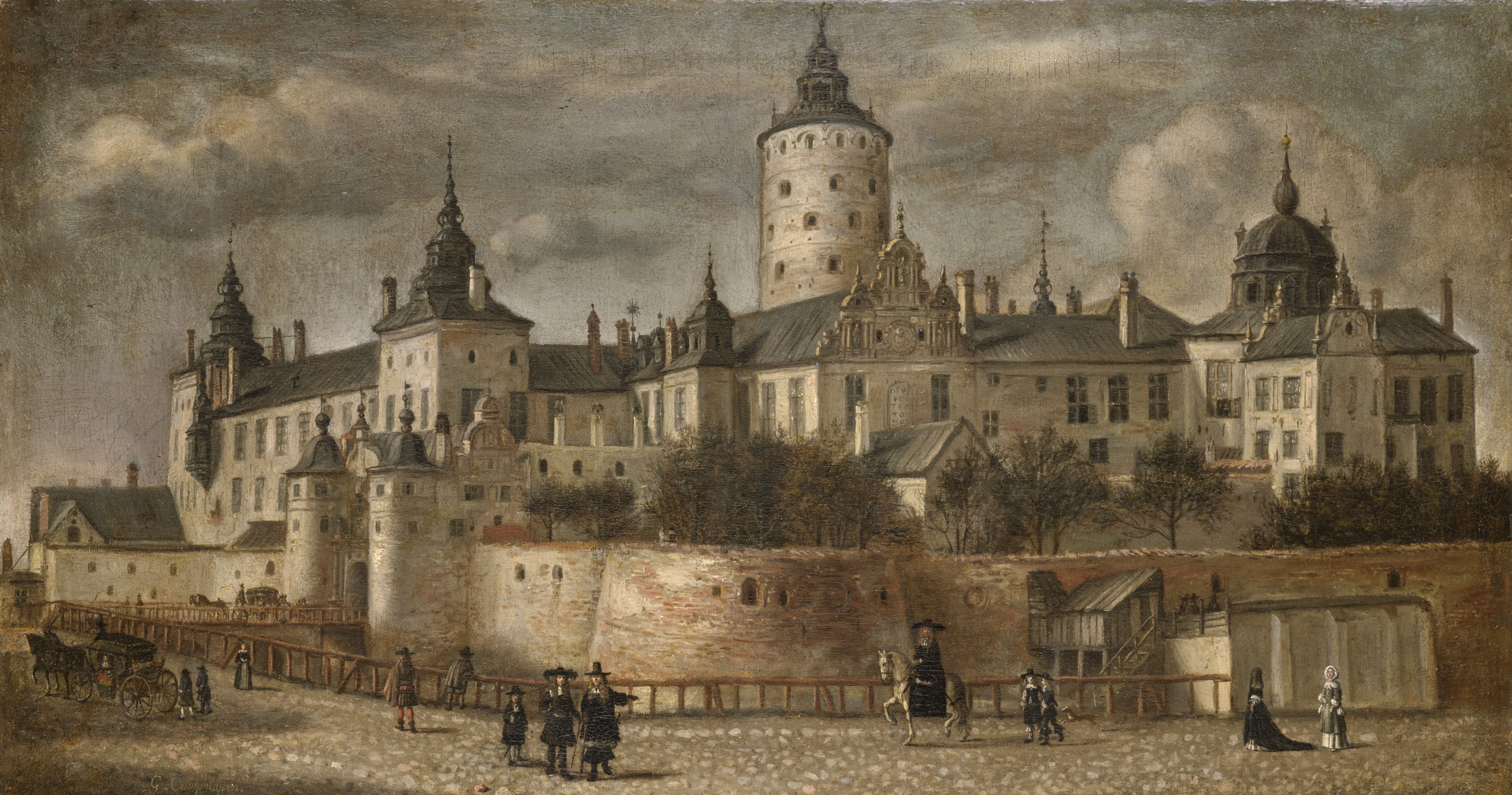
Burg Tre Kronor
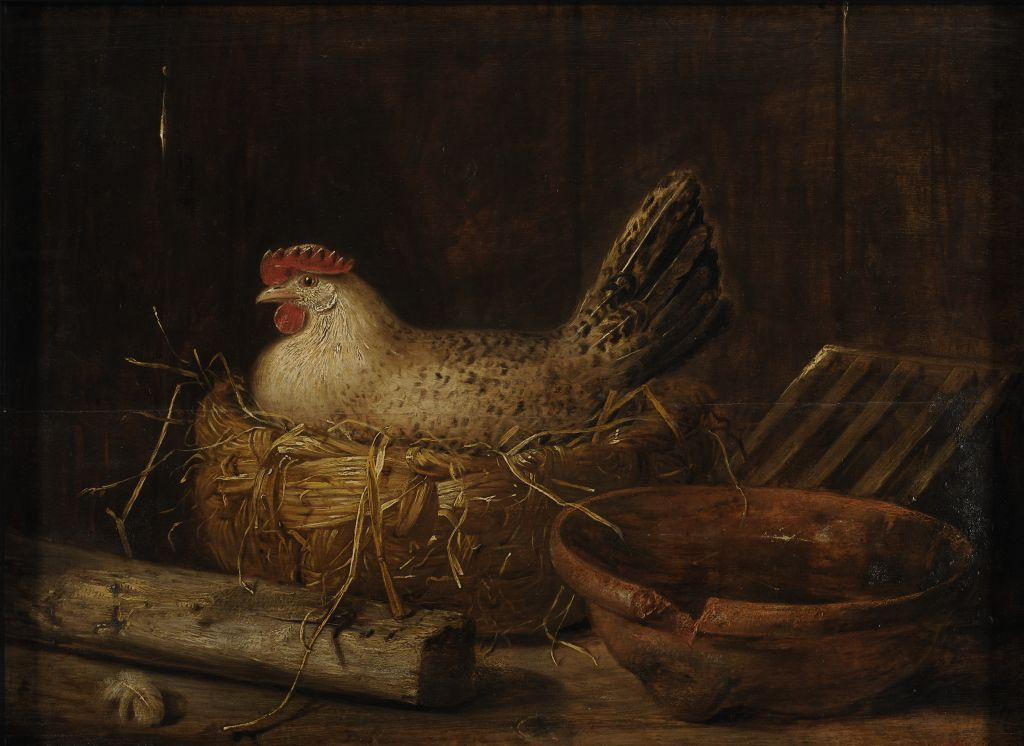
Henne im Nest
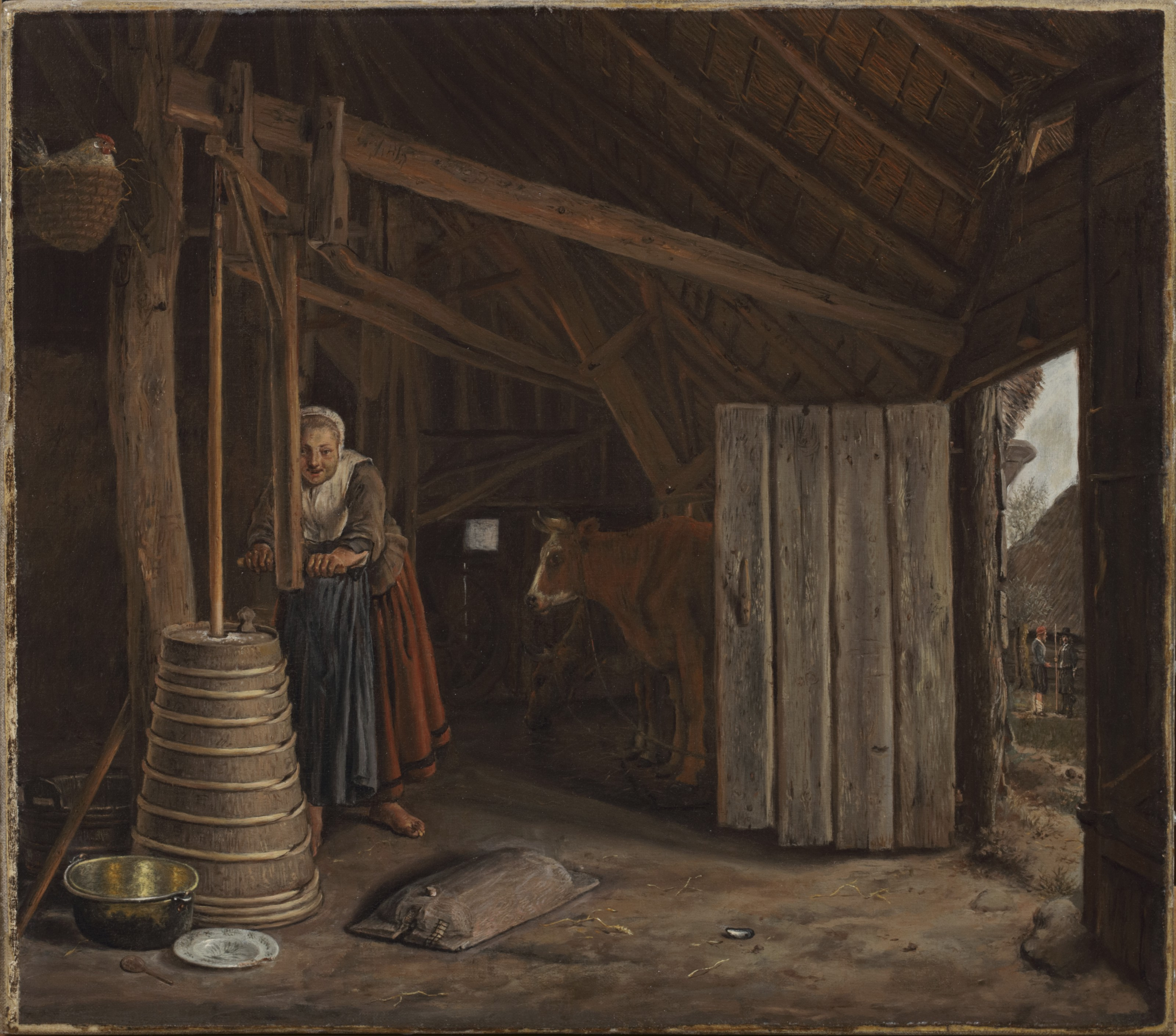
Milchmädchen bei der Butterzubereitung

Seine Werke sind unter anderem in Brüssel, London, Kassel und Prag ausgestellt.